# شاید (راینلاند-فالتس)
شاید (به آلمانی: Scheid) یک شهر در آلمان است که در فولکانایفل واقع شده‌است. شاید ۱۲۷ نفر جمعیت دارد.